# Art nuvo
Art nuvo (/ˌɑːrt nuːˈvoʊ, ˌɑːr/; francuski: ) je internacionalni stil umetnosti, arhitekture i primenjene umetnosti, posebno dekorativne umetnosti. Ova stil je poznat pod različitim nazivima na različitim jezicima:   na nemačkom, итал. Stile Liberty na italijanskom, Modernisme na katalonskom, a takođe poznat i kao moderni stil na engleskom. Bio je popularan između 1890. i 1910. tokom perioda prelepe epohe, i bio je reakcija protiv akademske umetnosti, eklekticizma i istorizma arhitekture i dekoracije 19. veka. Često je bio inspirisan prirodnim oblicima kao što su vijugave krivine biljaka i cveća. Ostale karakteristike secesije bile su osećaj za dinamiku i pokret, često dat asimetrijom ili šiljastim linijama, i korišćenje savremenih materijala, posebno gvožđa, stakla, keramike i kasnije betona, za stvaranje neobičnih oblika i većih otvorenih prostora.
Jedan od glavnih ciljeva secesije bio je da razbije tradicionalnu razliku između likovne umetnosti (posebno slikarstva i skulpture) i primenjene umetnosti. Najviše se koristio u dizajnu enterijera, grafici, nameštaju, staklenoj umetnosti, tekstilu, keramici, nakitu i metalnim radovima. Stil je odgovar vodećim teoretičarima iz 19. veka, kao što su francuski arhitekta Ežen Viole le Dik (1814–1879) i britanski likovni kritičar Džon Raskin (1819–1900). U Britaniji je bio pod uticajem Vilijama Morisa i pokreta za umetnost i zanat. Nemačke arhitekte i dizajneri su tražili Gesamtkunstwerk („potpuno umetničko delo“) koji bi ujedinio arhitekturu, nameštaj i umetnost u unutrašnjosti u zajedničkom stilu, da bi podigao i inspirisao stanovnike.
Prve secesijske kuće i unutrašnja dekoracija pojavile su se u Briselu tokom 1890-ih, u arhitekturi i dizajnu enterijera kuća koje su projektovali Pol Ankar, Henri van de Velde, a posebno Viktor Orta, čiji je Hotel Tasel završen 1893. Brzo se preselio u Pariz, gde ga je adaptirao Ektor Gimard, koji je video Ortino delo u Briselu i primenio stil za ulaze u novi Pariski metro. Svoj vrhunac dostigao je na Međunarodnoj izložbi u Parizu 1900. godine, koja je predstavila secesijska dela umetnika kao što je Luj Tifani. Pojavio se u grafičkoj umetnosti na posterima Alfonsa Muhe i staklenih predmeta Renea Lalika i Emila Galea.
Do 1914. i sa početkom Prvog svetskog rata, secesija je u velikoj meri iscrpljena. Tokom 1920-ih, kao dominantni arhitektonski i dekorativni umetnički stil zamenjen je Art dekom, a zatim modernizmom. Stil art nuvo je počeo da dobija pozitivniju pažnju kritičara krajem 1960-ih, sa velikom izložbom dela Ektora Gimara u Muzeju moderne umetnosti 1970. godine.

## Imenovanje
Termin Art Nuvo je prvi put upotrebljen 1880-ih u belgijskom časopisu L'Art Moderne da opiše rad Les Vingt, dvadeset slikara i vajara koji traže reformu kroz umetnost. Ime je popularizovao Maison de l'Art Nouveau („Kuća nove umetnosti“), umetnička galerija koju je 1895. otvorio u Parizu francusko-nemački trgovac umetninama Zigfrid Bing. U Britaniji se uobičajeno koristio francuski izraz Art Nouveau, dok se u Francuskoj često nazivao terminom Style moderne (srodno britanskom terminu moderni stil), ili Style 1900. U Francuskoj su ga ponekad nazivali i Style Jules Verne (po romanopiscu Žilu Vernu), Style Métro (po željeznim i staklenim ulazima u metro Ektora Gimara), Art Belle Époque, ili Art fin de siècle.
Art Nuvo je povezan, ali nije identičan sa stilovima koji su se pojavili u mnogim zemljama Evrope otprilike u isto vreme. Njihova lokalna imena su se često koristila u tim zemljama da opisuju ceo pokret.
- U Belgiji su ga ponekad nazivali Style coup de fouet („stil biča“), Paling Stijl („stil jegulje“), ili Style nouille („stil rezanaca“) od strane njegovih klevetnika.[10]
- U Britaniji je, pored secesije, bio poznat i kao moderan stil, ili, zbog dela Glazgovske škole, kao glazgovski stil.
- Termin Modern se takođe koristi u Azerbejdžanu, Kazahstanu, Rusiji i Ukrajini, a Modernas u Litvaniji. Za slikarstvo je korišćen i naziv pokreta Mir Iskusstva („svet umetnosti“).
- U Nemačkoj i Skandinaviji se zvao Reformstil („reformski stil“), ili Jugendstil („omladinski stil“), po popularnom nemačkom umetničkom časopisu tog imena,[10] kao i Wellenstil („stil talasa“), ili Lilienstil („stil ljiljana“).[9] Sada se zove. Jugend. u Finskoj, Švedskoj i Norveškoj, Juugend u Estoniji i Jūgendstils u Letoniji. U Finskoj se zvao i stil Kalevala Style.
- U Danskoj je poznat kao Skønvirke („delo lepote“).
- U Austriji i susednim zemljama tada u sastavu Austrougarske, Wiener Jugendstil, ili Secessionsstil („secesijski stil“), po umetnicima bečke secesije (мађ. szecesszió, пољ. secesja).
- U Italiji su ga često nazivali stilom slobode, po Arturu Lasenbiju Libertiju, osnivaču londonske kompanije Liberty & Co, čiji su dizajni tekstila bili popularni. Ponekad se zvao i Stile floreale („cvetni stil“), ili Arte nuova („nova umetnost“).[10]
- U Sjedinjenim Državama, zbog povezanosti sa Luisom Komforom Tifanijem, ponekad su ga nazivali „Tifanijevim stilom“.[3][11][9][12]
- U Holandiji se zvao Nieuwe Kunst („nova umetnost“), ili Nieuwe Stijl („novi stil“).[11][9]
- U Portugaliji, Arte nova.
- U Španiji, Modernismo, Modernisme (na katalonskom) i Arte joven („Mlada umetnost“).
- U Švajcarskoj, Stil Sapin („stil jele“).[9]
- U Japanu, Širo-Uma.[13]
- U Rumuniji, Arta 1900 („umetnost 1900“), Arta Nouă („nova umetnost“) ili Noul Stil („novi stil“).[14]

## Istorija

### Poreklo
- Crvena kuća Vilijama Morisa i Filipa Veba (1859)
- Japanski drvorez Utagava Kunisada (1850-ih)
- Paunova soba, rad Džejmsa Meknila Vislera (1876–77)
- Stolica koju je dizajnirao Artur Makmurdo (1882–83)
- Vilijam Morisov štampani tekstilni dizajn (1883)
- Dizajn tapeta sa labudima, ševarom i perunikom od strane Voltera Krejna (1883)

Novi umetnički pokret je imao svoje korene u Britaniji, u cvetnom dizajnu Vilijama Morisa i u pokretu umetnosti i zanata koji su osnovali Morisovi učenici. Rani prototipovi stila uključuju Crvenu kuću sa Morisovim enterijerom i arhitekturom Filipa Veba (1859), i raskošnu paunovu sobu od Džejmsa Abota Meknila Vislera. Novi pokret je takođe bio pod jakim uticajem prerafaelitskih slikara, uključujući Dantea Gabrijela Rosetija i Edvarda Bern-Džonsa, a posebno britanskih grafičara 1880-ih, uključujući Selvina Imidža, Hejvuda Samnera, Voltera Krejna, Alfreda Gilberta i posebno Obrija Berdsli. Stolica koju je dizajnirao Artur Makmurdo je prepoznata kao preteča secesijskog dizajna.

## Literatura
- Bony, Anne (2012). L'Architecture Moderne. ISBN 978-2-03-587641-6., Paris, Larousse
- Bouillon, Jean-Paul (1985). Journal de L'Art Nouveau. Paris: Skira. ISBN 2-605-00069-9.
- Celac, Mariana; Carabela, Octavian; Marcu-Lapadat, Marius (2017). Bucharest Architecture - an annotated guide. Order of Architects of Romania. ISBN 978-973-0-23884-6.
- Culot, Maurice; Pirlot, Ann-Marie (2005). Bruxelles Art Nouveau (на језику: француски). Brussels: Archives d'Architecture Moderne. ISBN 2-87143-126-4.
- Duncan, Alastair. Art Nouveau. ISBN 0-500-20273-7., World of Art, New York: Thames and Hudson, 1994.
- Fahr-Becker, Gabriele (2015). L'Art Nouveau (на језику: француски). H.F. Ullmann. ISBN 978-3-8480-0857-5.
- Heller, Steven, and Seymour Chwast. Graphic Style from Victorian to Digital., new ed. New York: Harry N. Abrams, Inc., 2001. pp. 53–57.
- Huyges, René, L'Art et le monde moderne, Volume 1, Librarie Larousse, Paris, 1970
- Journel, Guillemette Morel (2015). Le Corbusier- Construire la Vie Moderne (на језику: француски). Editions du Patrimoine: Centre des Monument Nationaux. ISBN 978-2-7577-0419-6.
- Lahor, Jean (2007) [1901]. L'Art nouveau (на језику: француски). Baseline Co. Ltd. ISBN 978-1-85995-667-0.
- Ormiston, Rosalind; Robinson, Michael (2013). Art Nouveau – Posters, Illustration and Fine Art. Flame Tree Publishing. ISBN 978-1-84786-280-8.
- Plum, Gilles (2014). Paris architectures de la Belle Époque. Éditions Parigramme. ISBN 978-2-84096-800-9.
- Renault, Christophe and Lazé, Christophe, les Styles de l'architecture et du mobliier, Éditions Jean-Paul Gisserot, 2006 (in French).  978-2-87747-465-8
- Riley, Noël (2004). Grammaire des Arts Décoratifs (на језику: француски). Flammarion.
- Sarnitz, August (2018). Otto Wagner (на језику: француски). Cologne: Taschen. ISBN 978-3-8365-6432-8.
- Sato, Tamako (2015). Alphonse Mucha - the Artist as Visionary. Cologne: Taschen. ISBN 978-3-8365-5009-3.
- Sembach, Klaus-Jürgen (2013). L'Art Nouveau- L'Utopie de la Réconciliation (на језику: француски). Taschen. ISBN 978-3-8228-3005-5.
- Sterner, Gabriele. Art Nouveau, an Art of Transition: From Individualism to Mass Society. ISBN 0-8120-2105-3., 1st English ed. (original title: Jugendstil: Kunstformen zwischen Individualismus und Massengesellschaft), translated by Frederick G. Peters and Diana S. Peters, publisher Woodbury, N.Y.: Barron's Educational Series, 1982.
- Texier, Simon (2012). Paris- Panorama de l'architecture. Parigramme. ISBN 978-2-84096-667-8.
- Thiébaut, Philippe (2018). Mucha et l'Art Nouveau (на језику: француски). Paris: Éditions du Chêne. ISBN 978-2-81231-806-1.
- Vigne, George (2016). Hector Guimard - Le geste magnifique de l'Art Nouveau (на језику: француски). Paris: Editions du Patrimoine - Centre des monuments nationaux. ISBN 978-2-7577-0494-3.
- Art Nouveau Grange Books, Rochester, England 2007  978-1-84013-790-3
- William Craft Brumfield (1991). The Origins of Modernism in Russian Architecture. Berkeley: University of California Press. ISBN 0-520-06929-3.
- Debora L. Silverman, Art Nouveau in Fin-de-siècle France: Politics, Psychology, and Style, 1992
- Auslander, Leora (1996). Taste and Power: Furnishing Modern France. University of California Press. ISBN 978-0-520-92094-1.
- L'Art appliqué : le style moderne, revue internationale, Éditeur :  H. Laurens (Paris) 1903–04, Bibliothèque nationale de France
- Modern'style (Art Nouveau): Le Dictionnaire Pratique de Menuiserie – Ebénisterie – Charpente, Par J. Justin Storck, édition de 1900
- Goss, Jared (2014). French Art Deco. Metropolitan Museum of Art. ISBN 978-0-300-20430-8.

## Spoljašnje veze
- Art Nouveau Архивирано на веб-сајту  (1. мај 2017) Teaching resource on the Art Nouveau movement from the National Gallery of Art in Washington, D.C.
- Réseau Art Nouveau Network, a European network of Art Nouveau cities
- Art Nouveau European Route, a non-profit association for the international promotion and protection of Art Nouveau heritage
- Europeana virtual exhibition of Art Nouveau